# Испанско-северомакедонские отношения
Испанско-северомакедонские отношения — двусторонние дипломатические отношения между Испанией и Северной Македонией. Северная Македония имеет посольство в Мадриде и три консульства в Барселоне, Мадриде и Валенсии. У Испании есть посольство в Скопье. Страны являются членами Совета Европы и НАТО. Также Северная Македония является кандидатом в ЕС, а Испания — членом ЕС.

## Дипломатические отношения
В настоящее время Испания не имеет проблемных моментов с Северной Македонией. Испания поддерживает стремление к евроатлантической интеграции этой страны. 28 июля 1994 года государства установили дипломатические отношения. Празднование 20-летия этого события состоялось в октябре 2014 года в Скопье.
9 апреля 1999 года министр иностранных дел Испании Абель Матутес направился в Северную Македонию, чтобы предложить политическую и экономическую поддержку правительству Северной Македонии в связи с тем, что туда прибыли тысячи албанско-косовских беженцев в результате косовского конфликта и бомбардировок стран НАТО, которые начались в марте того же года.
По случаю саммита НАТО в Вашингтоне 25 апреля 1999 года президент Испании Хосе Мария Аснар пообещал президенту Северной Македонии Киро Глигорову увеличить объем гуманитарной помощи Испании для помощи беженцам из Косово. Постоянное дипломатическое представительство Испании в Скопье было создано 14 июля. Г-н Хосе Мануэль Пас Агуэрас был назначен первым послом Испании с резиденцией в Скопье, 8 сентября.

## Экономические отношения
С 2001 года товарооборот между странами характеризовался значительным дефицитом для Испании с охватом, который в 2010 году составлял всего 49 %. Эта модель значительно изменилась в течение 2012, 2013 и 2014 годов, показывая положительные показатели охвата в Испании.
В 2014 году основными товарами, экспортируемыми из Испании в Северную Македонию, были мясные продукты, женская одежда, керамические изделия, корма для животных, электронные компоненты, автомобили, необработанный табак и технические ткани.
В том же году основными товарами, импортированными в Испанию из Северной Македонии, были стальная продукция, электрооборудование (24,7 % от общего объема), за которым следовали одежда, обувь и табак.
Согласно данным DataInvex, инвестиционные потоки между двумя странами практически отсутствуют: испанские инвестиции в Северной Македонии составили − 0,91, 0,12 и 0,09 миллионов евро в 2009, 2010 и 2011 годах соответственно. В 2012 году они достигли 0,2 миллиона евро. DataInvex не собирает данные об инвестициях в Северной Македонии в 2013 году. Накопленные инвестиции с 1993 года составляют 157 миллионов евро. DataInvex не регистрировал инвестиции из Северной Македонии в Испанию с 2009 года, когда они составили 3 миллиона евро.

## Сотрудничество
Испания предоставила Северной Македонии ссуду  на строительство гидроэлектростанций на сумму 4 миллиона евро из средств Фонда помощи.
Испанский фонд помощи в достижении Целей тысячелетия выделил 5 миллионов долларов на финансирование программы Организации Объединённых Наций по развитию диалога и межэтнического сотрудничества в Северной Македонии, управляемой на местном уровне ПРООН, ЮНЕСКО и ЮНИСЕФ.
В декабре 2006 года под эгидой Международного и Иберо-американского фонда администрации и государственной политики (FIIAAPP) были нанесены визитом испанские эксперты, которые провели семинар по управлению фондами сообщества. Испания получила 22-месячный партнерский договор с ЕС по обучению борьбе с отмыванием денег с постоянным испанским экспертом, который закончил в августе 2009 года. С мая 2010 года по январь 2012 года проект сотрудничества по налоговым вопросам между ЕС и Северной Македонией под руководством Была развита Испания. В феврале 2011 года был инициирован 18-месячный омбудсмен из Северной Македонии с испанским координатором-резидентом. Это был совместный проект, представленный офисами омбудсмена Испании и Франции во главе с Испанией. В декабре 2011 года под руководством Франции началось второе франко-испанское побратимство в сфере образования взрослых.
По состоянию на февраль 2016 года в разработке находятся два твиннинга. Первый, направленный на улучшение налогового администрирования в Северной Македонии, начал свою работу в феврале 2015 года. Второй, касающийся улучшения окружающей среды, начал свое выполнение в апреле того же года. Третий и четвертый проекты вот-вот начнутся в 2016 году. Первый — это твиннинг, цель которого состоит в согласовании с новой директивой о страховании, а второй («легкий» твиннинг, без консультанта-резидента) по вопросам борьбы с дискриминацией.